# Eremopterix signatus
La terrera señalada (Eremopterix signatus) es una especie de ave passeriforme de la familia Alaudidae propia de África oriental.

## Subespecies
Existen dos subespecies de Eremopterix signatusː
- Eremopterix signatus signatus – en el sureste de Sudán, el sureste de Etiopía y Somalia.
- Eremopterix signatus harrisoni – en el sureste de Sudán y el noroeste de Kenia (oeste del lago Turkana)

## Descripción
El macho muestra cuello negro y babero, mejillas blancas y un área circular blanca sobre la cabeza, rodeada por un borde castaño. Esto permite distinguirlo del macho de terrera cariblanca, que carece de tal mancha blanca. La hembra tiene un plumaje más apagado.

## Distribución y hábitat
Es nativa de Etiopía, Kenia, Somalia y Sudán del Sur y se ha avistado como divagante en Israel. Sus hábitats naturales son los matorrales o praderas tropicales secos y los desiertos cálidos.
Este ave se encuentra normalmente en parejas o pequeñas bandadas de hasta cuarenta ejemplares, a menudo en las cercanías de fuentes de agua. Es de vuelo bajo y puede cantar en vuelo o mientras está de pie sobre el suelo desnudo.